# ニッシム・アロニ
ニッシム・アロニ（נסים אלוני, Nissim Aloni, 1926年8月24日 - 1998年6月13日）は、テルアビブ出身のイスラエルの劇作家・短編作家。
1996年、イスラエル賞受賞。

## 作品
- 『もっとも残酷な王』 （1953年）
- 『王様の新しい衣服』 （1961年）
- 『アメリカ人の王妃』 （1963年）
- 『ナポレオンは生きているか、死んでいるか』 （1970年）
- 『ヤーフォーの放浪者』 （1971年）
- 『死者は荒れる』 （1980年）
- 短編集『梟』 （1986年）